# Матч за звание чемпиона мира по международным шашкам среди женщин 2011
Матч за звание чемпиона мира по международным шашкам среди женщин 2011 года проходил между чемпионкой мира 2010 года Зоей Голубевой (Латвия) и чемпионкой мира 2008 года Дарьей Ткаченко (Украина) с 15 по 28 июня 2011 года в городе Днепродзержинск, Украина. Главный арбитр матча арбитр Международной категории Юрий Липницкий (Белоруссия).
Победу в матче одержала Дарья Ткаченко, выиграв по сетам 2-1.

## 1-й сет
Четыре партии завершились миром. По регламенту был назначен тай-брейк. Две партии в быстрые шашки (20 минут на партию + 10 секунд на ход) завершились вничью. Затем игралась партия в блиц (5 минут на партию + 3 секунды на ход), в которой победила Зоя Голубева. Ей была присуждена победа в первом сете.
| Участник       | Страна  | 1 | 2 | 3 | 4 | Быстрые шашки | Блиц | Счёт по сетам |
| -------------- | ------- | - | - | - | - | ------------- | ---- | ------------- |
| Зоя Голубева   | Латвия  | 1 | 1 | 1 | 1 | 1 1           | 2    | 1             |
| Дарья Ткаченко | Украина | 1 | 1 | 1 | 1 | 1 1           | 0    | 0             |

## 2-й сет
Первую партию выиграла Дарья Ткаченко. Вторая, третья и четвёртая партии закончились вничью. Ткаченко была присуждена победа во втором сете. Счёт по сетам стал 1-1.
| Участник       | Страна  | 1 | 2 | 3 | 4 | Счёт по сетам |
| -------------- | ------- | - | - | - | - | ------------- |
| Зоя Голубева   | Латвия  | 0 | 1 | 1 | 1 | 1             |
| Дарья Ткаченко | Украина | 2 | 1 | 1 | 1 | 1             |

## 3-й сет
В первой и второй партиях была зафиксирована ничья, третью партию выиграла Дарья Ткаченко. Четвёртая партия закончилась вничью. В сете, а вместе с ним и в матче победила Дарья Ткаченко.
| Участник       | Страна  | 1 | 2 | 3 | 4 | Счёт по сетам |
| -------------- | ------- | - | - | - | - | ------------- |
| Зоя Голубева   | Латвия  | 1 | 1 | 0 | 1 | 1             |
| Дарья Ткаченко | Украина | 1 | 1 | 2 | 1 | 2             |